# Psychomyiella acutipennis
Psychomyiella acutipennis là một loài Trichoptera trong họ Psychomyiidae. Chúng phân bố ở miền Cổ bắc.